# Podogaster medius
Podogaster medius là một loài tò vò trong họ Ichneumonidae.